# Ateneo Igualadino de la Clase Obrera

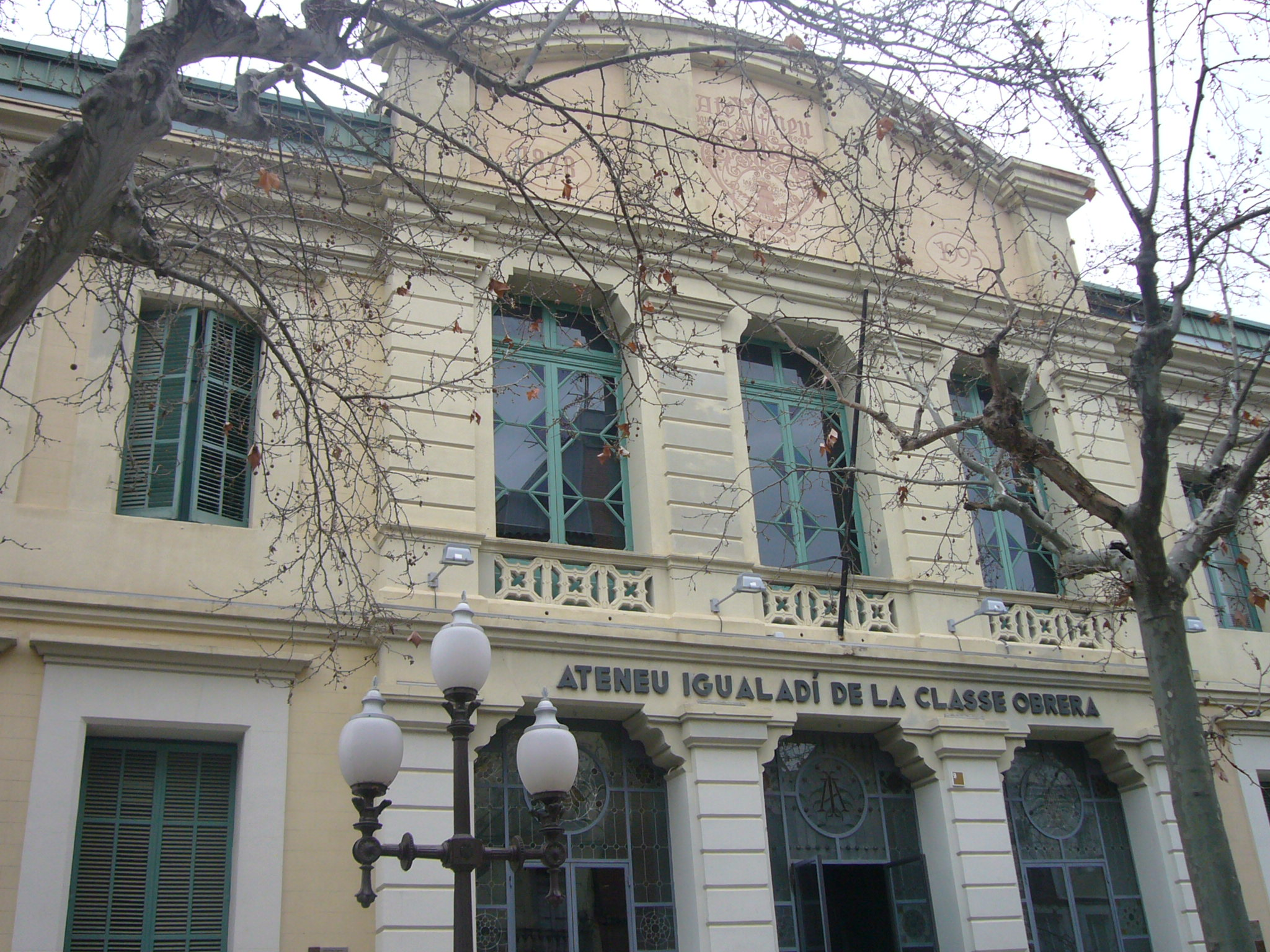
Ateneo Igualadino, entrada principal

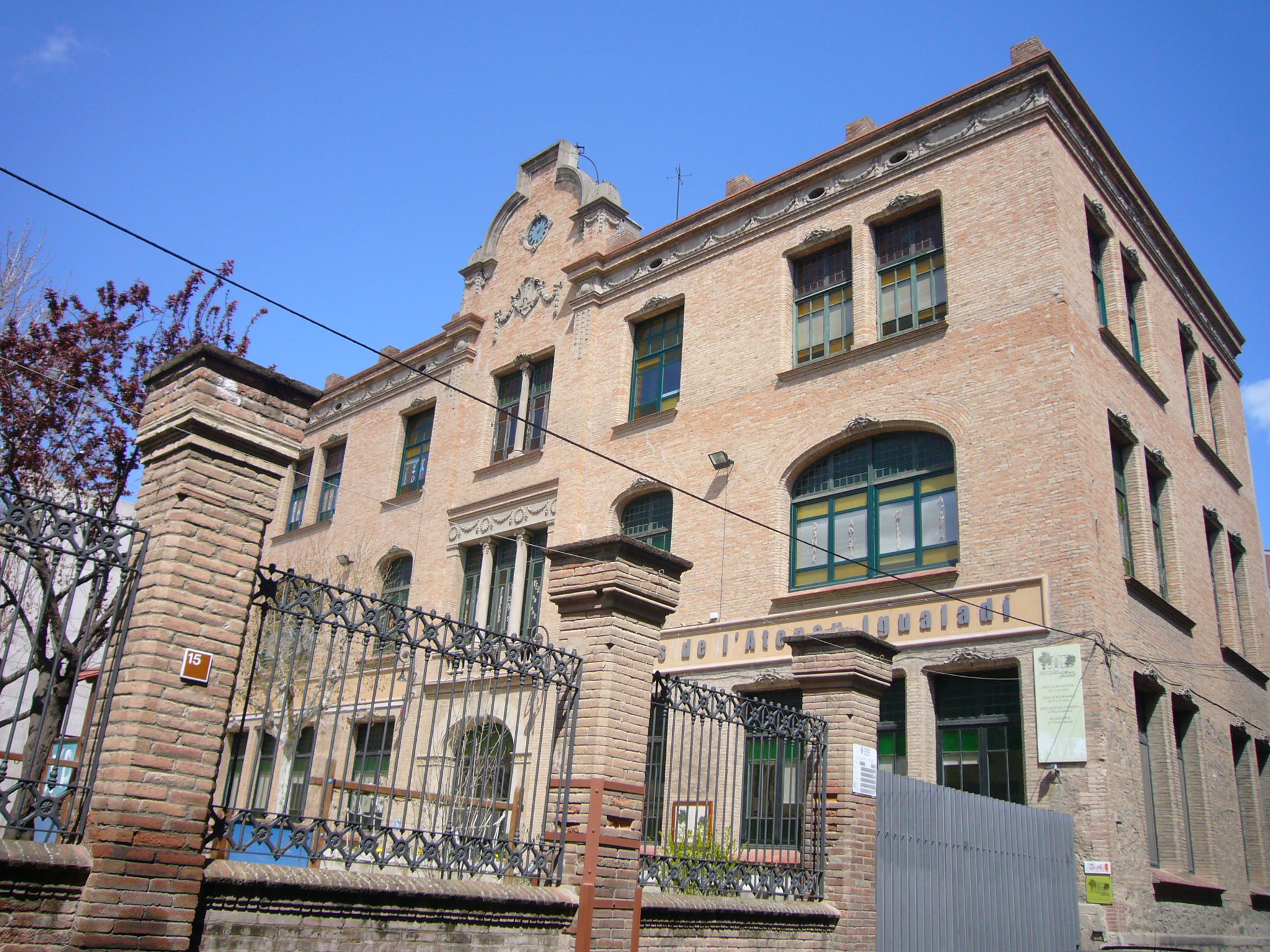
Escuela del Ateneo Igualadino

El Ateneo Igualadino de la Clase Obrera es una entidad fundada en Igualada en 1863 por los obreros Antoni Vila, Antoni Carner, Fernando Salado y Josep Estany, con el apoyo del Padre Mariano, con el objetivo de formar un centro instructivo, de formación profesional y poner la cultura al alcance de todos. Uno de los primeros socios honorarios del Ateneo fue José Anselmo Clavé. Fueron presidentes destacados republicanos como Joan Serra i Constansó o Amadeu Biosca.
Durante la época de mayor actividad (antes de la dictadura de Primo de Rivera y durante la Segunda República Española), se realizaron importantes conferencias de personajes como Àngel Guimerà, Carles Pi i Sunyer, Joan Puig i Ferreter, Ventura Gassol, Joan Peiró, Rafael Campalans, Joaquín Maurín, Antoni Rovira i Virgili, Carles Rahola o Pau Vila. También se celebraron importantes certámenes literarios y diversas exposiciones.
En 1939, al final de la guerra civil española, el Ateneo fue clausurado e incautado por las autoridades franquistas y pasa a ser el Centro Nacional, hasta el 1977, cuando se inicia el período de recuperación, gracias a la voluntad del pueblo de Igualada. Durante esta época el Ateneo debe hacer frente a una situación de rehabilitación, ya que las instalaciones están bastante deterioradas y deberán vender una parte importante del patrimonio del Ayuntamiento, concretamente el campo del Xipreret, y alquilar el teatro para poder pagar las obras de rehabilitación. Actualmente tiene una biblioteca y acoge un cine-club, un grupo de danzas populares y un equipo de fútbol. En 2008 recibió la Cruz de San Jorge.